# František Filipovský
František Filipovský (ur. 23 września 1907 w Přeloučy, zm. 26 października 1993 w Pradze) – czeski aktor.

## Życiorys
W latach 1932–1993 wystąpił w ponad 250 filmach i serialach telewizyjnych.

## Wybrana filmografia
- Hej rup! (1934) jako spekulant
- Bracia Hordubalowie (1938) jako adwokat
- Krystian (1939) jako dr Dvořáček, adwokat
- Droga do głębi duszy studenckiej (1939) jako Mazánek
- Katakumby (1940) jako Šmíd
- Życie jest piękne (1940) jako sekretarz Hartla
- Ukochany (1941) jako Jaroslav Stárek
- Turbina (1941) jako kwestujący na cele charytatywne
- Hotel Błękitna Gwiazda (1941) jako księgowy
- Gabriela (1942) jako František Kalista
- Ryba na sucho (1942) jako radny Rypáček
- Miasteczko na dłoni (1942) jako Stýblo
- Czternasty u stołu (1943) jako Kilián Vaverka
- Nikt nic nie wie (1947) jako Petr Nový
- Szewc Mateusz (1948) jako Marousek
- Błysk przed świtem (1951) jako urzędnik
- Proszę ostrzej! (1956) jako Sekretarz
- Dobry wojak Szwejk (1957) jako agent Bretschneider
- Melduję posłusznie, że znowu tu jestem! (1957) jako Dub
- Zadzwońcie do mojej żony (1958) jako Pokorný
- Między nami złodziejami (1964) jako Béda Musil, więzienny fryzjer
- Skradziony balon (1967) jako sędzia
- Piekielny miesiąc miodowy (1970) jako inspektor Mrázek
- Trup w każdej szafie (1970) jako Sheridan
- Jest pan wdową, proszę pana! (1970) jako król Oskar XV
- Dziewczyna na miotle (1972) jako Rousek
- Sześć niedźwiedzi i klown Cebulka (1972) jako inspektor szkolny
- Jak utopić doktora Mraczka (1974) jako Bertík
- Pod jednym dachem (1975) jako Lojza Klásek
- Cyrk w cyrku (1976) jako dziennikarz
- Królewicz i gwiazda wieczorna (1979) jako Kacafírek
- Arabela (1979) jako diabeł Blekota
- Wiedzą sąsiedzi, jak kto siedzi (1980) jako dziadek Novák
- Powrót Arabeli (1993) jako diabeł Blekota